# می‌دانی چرا می‌پرم
می‌دانی چرا می‌پرم: صدای ذهن یک پسر سیزده‌ساله دارای اوتیسم (به ژاپنی: 自閉症の僕が跳びはねる理由～会話のできない中学生がつづる内なる心) کتابی است بحث‌انگیز که در سال ۲۰۰۵ بوسیله نواکی هیگاشیدا که در آن زمان پسری ۱۳ ساله دارای اوتیسم شدید بود نوشته شد. این کتاب در سال ۲۰۰۷ در ژاپن چاپ شد و ترجمه انگلیسی آن بوسیله کیکو یوشیدا و همسر نویسنده‌اش دیوید میچل در سال ۲۰۱۷ منتشر گردید.
این کتاب عنوان پرفروش‌ترین اثر نیویورک تایمز را بدست آورد و همچنین عنوان پرفروش‌ترین اثر ساندی تایمز در میان کتاب‌های مجلد غیر تخیلی را کسب کرد. این کتاب تاکنون به بیش از ۳۰ زبان دنیا ترجمه شده است. 